# Championnat féminin de la CONCACAF 2022
Navigation
Édition précédente Édition suivante
Le Championnat féminin de la CONCACAF 2022 est la onzième édition du Championnat féminin de la CONCACAF, qui met aux prises les huit meilleures sélections féminines de football d'Amérique du Nord, d'Amérique centrale et des Caraïbes affiliées à la CONCACAF. La compétition se déroule au Mexique, pour une seconde fois après l'édition 2010, du 4 au 18 juillet 2022,,.
Elle sert également de tournoi qualificatif pour la Coupe du monde féminine de football 2023 qui se déroule en Australie et en Nouvelle-Zélande du 20 juillet au 20 août 2023 et pour laquelle les quatre premières équipes se qualifient directement tandis que les deux troisièmes de groupe devront participer à une phase de barrages intercontinentaux. Elle sert aussi de qualification au tournoi olympique des Jeux olympiques de 2024 organisé en France du 24 juillet au 10 août 2024 et pour lequel le vainqueur du championnat de la CONCACAF ainsi que l'équipe remportant le barrage entre le finaliste et le troisième sont qualifiés,,.
Les Américaines, tenantes du titre après leurs victoires en 2014 et 2018,,, remportent leur 3e titre consécutif, battant en finale le Canada. La Jamaïque termine troisième.

## Villes et stades
Toutes les rencontres se jouent dans l'aire métropolitaine de Monterrey,,.
| \| Guadalupe San Nicolás de los Garza \| |                                    |                          |
| \| Guadalupe San Nicolás de los Garza \| | Guadalupe                          | San Nicolás de los Garza |
| ---------------------------------------- | ---------------------------------- | ------------------------ |
| \| Guadalupe San Nicolás de los Garza \| | Stade BBVA                         | Estadio Universitario    |
| \| Guadalupe San Nicolás de los Garza \| | Capacité: 53 500                   | Capacité: 41 615         |
| \| Guadalupe San Nicolás de los Garza \| |                                    |                          |
| \| Guadalupe San Nicolás de los Garza \| | Guadalupe San Nicolás de los Garza |                          |

## Nations participantes
Les deux nations les mieux classées de la CONCACAF au classement féminin de la FIFA en date d'août 2020 sont directement qualifiées pour la phase finale, à savoir le Canada et les États-Unis,. Les autres sélections nationales doivent passer par des éliminatoires, incluant le Mexique, pays hôte de la compétition,,.
| Pays              | Qualification   | Date             | Participations | Meilleur résultat                                                | Dernière participation (résultat obtenu) |
| ----------------- | --------------- | ---------------- | -------------- | ---------------------------------------------------------------- | ---------------------------------------- |
| Canada            | Automatique     | 10 décembre 2020 | +10,           | Vainqueur (2) · 1998, 2010                                       | 2018 (Finaliste)                         |
| États-Unis        | Automatique     | 10 décembre 2020 | +10,           | Vainqueur (8) · 1991, 1994, 1994, 2000, 2002, 2006, 2014 et 2018 | 2018 (Vainqueur)                         |
| Mexique           | 1er du groupe A | 12 avril 2022    | +10,           | Finaliste (2) · 1998 et 2010                                     | 2018 (Phase de groupes)                  |
| Costa Rica        | 1er du groupe B | 12 avril 2022    | +8,            | Finaliste (1) · 2014                                             | 2018 (Phase de groupes)                  |
| Jamaïque          | 1er du groupe C | 12 avril 2022    | +7,            | Troisième (1) · 2018                                             | 2018 (Troisième)                         |
| Panama            | 1er du groupe D | 12 avril 2022    | +4,            | Quatrième (1) 2018                                               | 2018 (Quatrième)                         |
| Haïti             | 1er du groupe E | 12 avril 2022    | +6,            | Quatrième (1) 1991                                               | 2014 (Phase de groupes)                  |
| Trinité-et-Tobago | 1er du groupe F | 12 avril 2022    | +11,           | Troisième (1) · 1991                                             | 2018 (Phase de groupes)                  |

## Compétition

### Tirage au sort
Le tirage au sort de la phase finale du Championnat féminin de la CONCACAF a lieu le 19 avril 2022 à 19h au siège de la CONCACAF à Miami,.
Les chapeaux sont déterminés par le classement FIFA du mois de juin 2021 et les deux têtes de série prennent donc place dans des groupes différents : le groupe A pour les États-Unis et le groupe B pour le Canada,,.
Le lendemain, la CONCACAF publie le calendrier de la compétition qui se déroule en 14 jours (en programmant deux matchs chaque jour de la phase de groupes). Le match d'ouverture est prévu le 4 juillet 2022 à l'Estadio Universitario à San Nicolás de los Garza tandis que la finale aura lieu le 18 juillet 2022 à l'Estadio BBVA de Guadalupe. Puis, le 12 mai la CONCACAF dévoile le calendrier complet, dont l'horaire des matchs.
| Chapeau 1      | Chapeau 2       | Chapeau 3     | Chapeau 4              |
| -------------- | --------------- | ------------- | ---------------------- |
| États-Unis (1) | Mexique (28)    | Jamaïque (51) | Haïti (62)             |
| Canada (8)     | Costa Rica (36) | Panama (60)   | Trinité-et-Tobago (70) |

| Groupe A   | Groupe B          |
| ---------- | ----------------- |
| États-Unis | Canada            |
| Mexique    | Costa Rica        |
| Jamaïque   | Panama            |
| Haïti      | Trinité-et-Tobago |

### Règlement
Le règlement est celui de la CONCACAF relatif à cette compétition, des éliminatoires à la phase finale :
- une victoire compte pour 3 points ;
- un match nul compte pour 1 point ;
- une défaite compte pour 0 point.

Le classement des équipes est établi grâce aux critères suivants :
1. Plus grand nombre de points obtenus dans tous les matchs du groupe ;
2. Meilleure différence de buts dans tous les matchs du groupe ;
3. Plus grand nombre de buts marqués dans tous les matchs du groupe ;
4. Plus grand nombre de points obtenus entre les équipes à égalité ;
5. Meilleure différence de buts dans tous les matchs du groupe entre les équipes à égalité ;
6. Plus grand nombre de buts marqués dans tous les matchs du groupe entre les équipes à égalité ;
7. Classement du fair-play dans tous les matchs du groupe, en appliquant le barème suivant :
  - Un carton jaune compte pour -1 point ;
  - Un second carton jaune dans le même match pour une même joueuse compte pour -3 points ;
  - Un carton rouge direct compte pour -4 points ;
8. Tirage au sort.

- Les deux premiers de chaque groupe sont qualifiés pour les demi-finales où le premier d'un groupe affronte le deuxième de l'autre et qualifiés pour la Coupe du monde 2023[19].
- Les équipes troisièmes de leur groupe sont qualifiés pour les barrages intercontinentaux pour la Coupe du monde 2023[19].
- Le champion est qualifié pour le tournoi olympique des Jeux olympiques de 2024[19].
- L'équipe finaliste affronte le troisième en barrage pour accéder au tournoi olympique des Jeux olympiques de 2024[19].

Toutes les rencontres sont jouées en UTC-5.